# 馬氏紅點鮭
馬氏紅點鮭為輻鰭魚綱鮭形目鮭科的其中一種，為溫帶淡水魚，被IUCN列為易危保育類動物，分布於歐洲蘇格蘭Scourie、Shin湖流域，體長可達26公分，棲息在底中層水域，生活習性不明。

## 擴展閱讀
維基物種上的相關：馬氏紅點鮭